# Schloss Frauenstein (Kärnten)

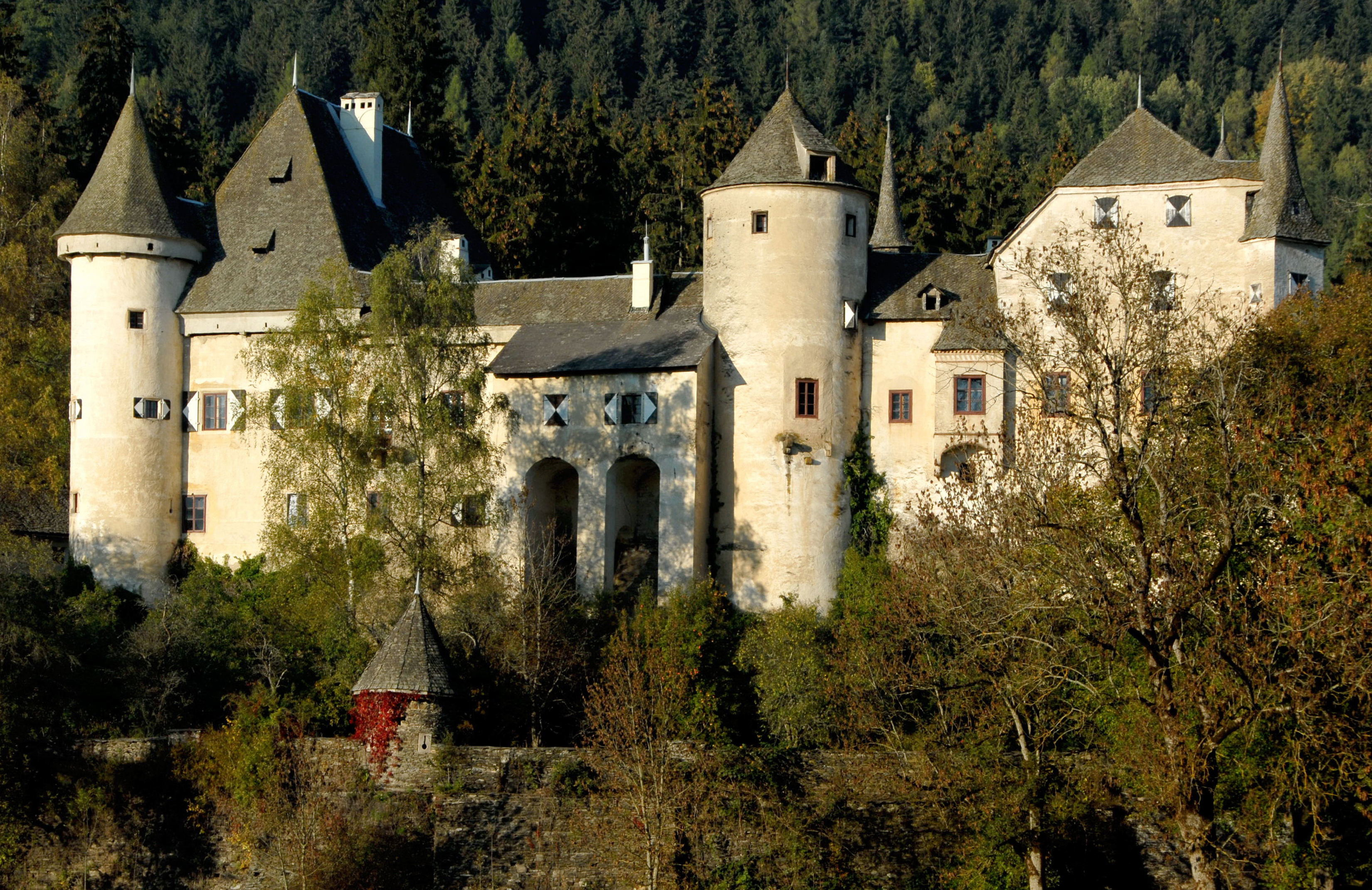
Schloss Frauenstein (2006)

Das spätmittelalterliche Schloss Frauenstein steht in der Gemeinde Frauenstein nördlich von Sankt Veit an der Glan. Es zählt zu den besterhaltenen spätgotischen Schlössern Kärntens und ist ein Ausgangspunkt für Wanderwege, die zu den Ruinen der Burg Freiberg und der Kraiger Schlösser führen. Bei dem Schloss handelt es sich um eine einstige Wasserburg, eine der wenigen in Kärnten. Heute befindet sich Frauenstein in Privatbesitz. Das Schloss steht unter Denkmalschutz (Listeneintrag).

## Geschichte
Am 15. Juni 1195 (Monumenta historica Ducatus Carinthiae III 1452) erschien in der Zeugenreihe einer Urkunde der Grafen von Heunburg ein Gundachir de Fovnstaine. Er war der Vater Gundakers II., der bis 1261 lebte und der Großvater des Gurker Kanonikers Albert, der 1267 starb. Für das Jahr 1283 ist ein Heidenricus de Vrowenstaine bis 1295 nachweisbar.
1376 wurde ein Hans von Frauenstein als Burggraf zu Kraig belegt. Mit ihm starb das Geschlecht aus.
Seine Tochter heiratete 1361 einen Hans Färber. Nachdem ihr Mann früh verstorben war, heiratete sie seinen Bruder Heintzel Färber oder Verber, wie sie sich auch schrieben. 1413 wurde Heinrich Färber mit einem Turm zu Frauenstein belehnt. Agnes Färber hatte 1504 Frauenstein und die nahe Feste Nussberg übernommen. Durch ihre Heirat mit Andrä Welzer kam das Schloss in den Besitz der Welzer, die für die bauliche Entwicklung von größter Bedeutung wurden.
Ihre Tochter, die ebenfalls Agnes hieß, heiratete Christoph Welzer. An sie erinnert eine Tafel am Südtor des Wirtschaftsgebäudes, die besagt, dass Christoph Welzer und seine Frau Agnes einen großen Neubau in Frauenstein 1519 vollendet hatten. Dieser Neubau ist der noch heute in unveränderter Form bestehende drei Stock hohe Osttrakt mit einem Rundturm an der nördlichen und einem viereckigen Erkerturm an der südöstlichen Seite. Der Eingang befand sich damals an der Ostseite des Schlosses. Zu dieser Zeit erhielten die beiden ebenerdigen Hallen auch die in Stein gehauenen Wappen der Hohenwart und der Welzer.
Christof Welzer starb 1550 und sein Sohn Moritz Welzer wurde 1553 mit Frauenstein belehnt. Ein Gedenkstein oberhalb des Tores bezeugt, dass auch er Veränderungen am Schloss vornahm. Er errichtete die Laubengänge im 1. Stock des Ost- und Nordtraktes und vor der Westseite ließ er ein Vorwerk errichten.
Nach seinem Tode fiel Frauenstein an seine zweite Tochter Anna Maria, die mit Ehrenreich von Trautmannsdorf vermählt war. Die Sonnenuhr im Schlosshof mit den Wappen der Welzer und der Trautmannsdorfer erinnert an die 1588 erfolgte Belehnung der Trautmannsdorfer mit dem Schloss. Ab diesem Zeitpunkt wurde das Schloss nur mehr von Pflegern verwaltet.
Adam Gablkoven, der Leibarzt Kaiser Ferdinand II. bekam Frauenstein 1636. Der letzte Gablkoven, Freiherr Ludwig von Gablkoven verkaufte Frauenstein 1794 an Theresia Freifrau von Rechbach. Diese wiederum gab es 1806 an Jakob von Schwerenfeld weiter, der es bis 1828 besaß. 1851 war Franz Ertl der Eigentümer, er starb 1859. 1864 wurde das stark vernachlässigte Schloss von der Gräfin Wilhelmine Abensperg-Traun erworben. 1874 folgte Leo Graf von Abensperg-Traun und Freiherr von Kulmer im Besitz, dann bis 1909 die Familie Abensperg-Traun. Nach dem Tode Eugen Graf von Abensperg-Traun folgte seine Witwe Emerenzia, die es im gleichen Jahr an Franz Xaver Wirth und dessen Sohn Ingenieur Otto Wirth (1909–1942) weiterverkaufte. Seit 1942 sind seine Nachfahren Besitzer des Schlosses.

## Beschreibung
Auf einer felsigen Terrasse entstand bereits im 12. Jahrhundert eine kleine, wehrhafte Anlage, die von einem romanischen Rundturm beherrscht wurde. Dieser blieb als Verbindung zwischen West- und Osttrakt nach der Errichtung des Schlosses in der ersten Hälfte des 16. Jahrhunderts erhalten. Die Ecken der Schlossanlage werden von insgesamt drei Rundtürmen gebildet. Eine Ausnahme ist die südöstliche Ecke, an der ein viereckiger Erker mit Spitztürmchen gebaut wurde. An der Außenseite des Nordflügels wurde zusätzlich ein runder Kapellenturm integriert. Besonders hervorzuheben ist auch der in den Dachstuhl einbezogene Wehrgang mit senkrechter Fallöffnung.
Der Vorhof des Schlosses wird gegen Nordwesten von einem längsgerichteten Gebäude mit rundem Eckturm, dem Verwalterstöckl, und westseitig von einer den Schlossbau und das Vorwerk verbindenden Wehrmauer begrenzt. Über eine Brücke gelangt man zum eisenbeschlagenen Hauptportal des Westtraktes und durch die Einfahrtshalle in den gepflasterten Innenhof des Schlosses, der an drei Seiten mit schönen spitzbogigen und kreuzgewölbten Laubengängen ausgestattet ist, während an der Südseite neben drei rundbogigen Arkaden ein Treppenhaus den Aufgang in das obere Stockwerk und zur Mauertreppe des erwähnten alten Rundturmes ermöglicht.
Im Erdgeschoß der Anlage befinden sich zahlreiche gewölbte Räume, die als Wohnraum für Fremde und Dienstboten sowie zu wirtschaftlichen Zecken bestimmt waren. Im Obergeschoß befinden sich die Repräsentations- und herrschaftlichen Wohnräume, wie das aus dem 18. Jahrhundert stammende, mit Wandbildern und Stuckdecke ausgestattete Jägerzimmer mit südöstlichem Erker, ein großer Salon mit angrenzender Bibliothek und in einem nordöstlichen Rundturm das so genannte Zirbenkabinett mit kunstvoller Vertäfelung aus der Bauzeit um 1550.
Der westliche Schlosstrakt besitzt neben den beiden Ecktürmchen, dem Schlafraum und einem Treppenaufgang ein geräumiges Wohnzimmer, ausgestattet mit einer hölzernen Renaissancefelderdecke aus dem Mölltaler Schloss Großkirchheim, sowie das Kapuziner-Stüberl.
Der nördliche Turm beherbergt eine zweigeschoßige Rundkapelle, deren Portal die Jahreszahl 1521 trägt. Das Obergeschoß zeigt ein Sternrippengewölbe mit Rankenstuckaturen aus der ersten Hälfte des 18. Jahrhunderts.